# 鼓樓城堡

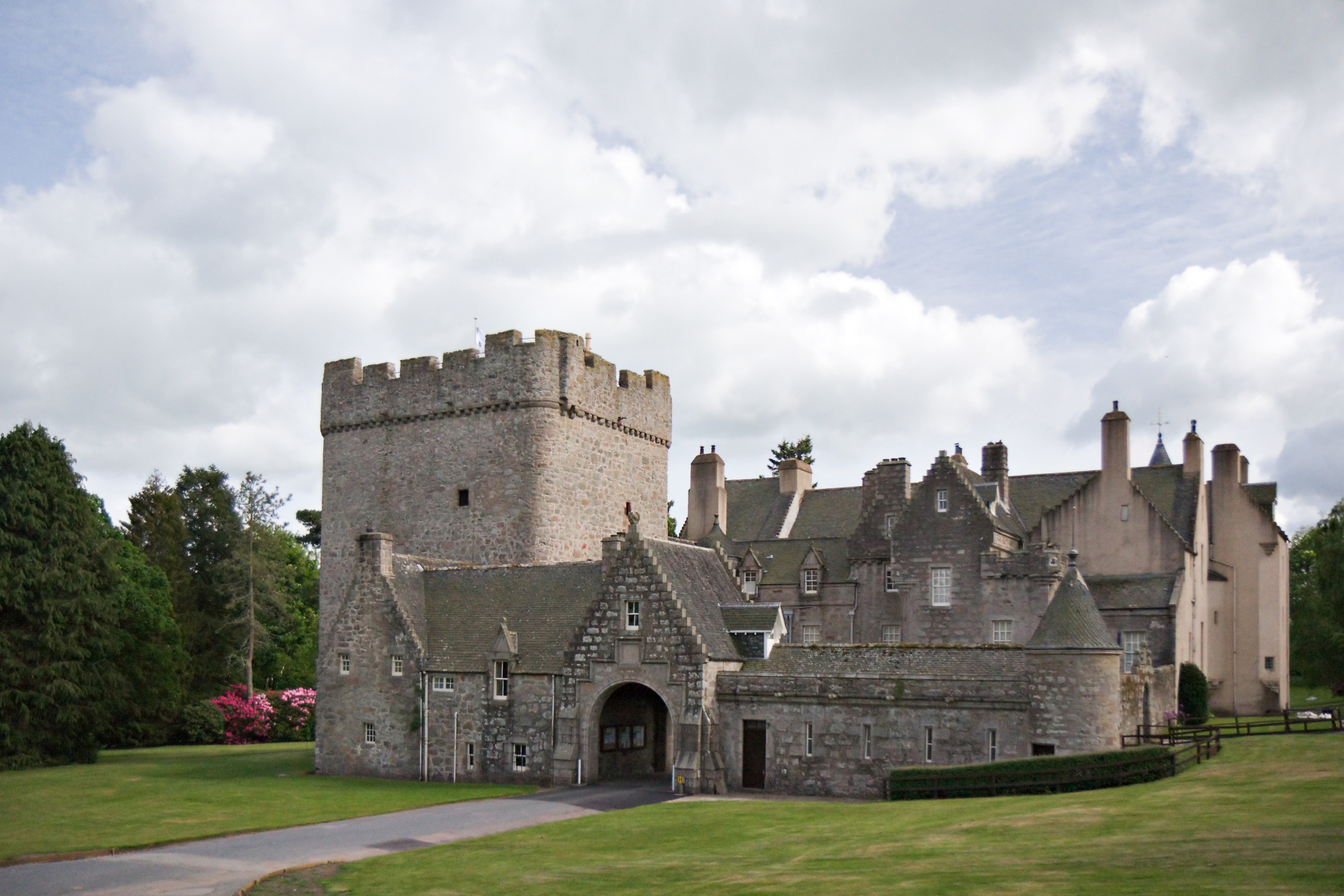
鼓樓城堡

鼓樓城堡（英語：Drum Castle）是位於英國蘇格蘭阿伯丁郡的一座城堡。鼓樓城堡還附設有一座建於18世紀後期的花園。現在鼓樓城堡由蘇格蘭國民信託所有，在夏季開放參觀。

## 外部連結
- Visit Banchory Website （页面存档备份，存于）

57°05′42″N 2°20′17″W / 57.0950°N 2.3380°W